# Túmulo en campana
Un túmulo en campana, algunas veces mencionado como túmulo tipo Wessex, túmulo en forma acampanada, túmulo campaniforme, o túmulo con berma es un tipo de túmulo identificado tanto por John Aubrey como por William Stukeley.
Las dimensiones de este tipo de monumento, en cuanto a los que presentan un montículo único, varían entre los 10 m y los 60 m, aunque en la mayor parte de los casos ronda los 40 metros.
La frecuencia entre los túmulos redondeados es muy inferior a los túmulos en cuenco, por ejemplo en Inglaterra sólo se encuentran entre 200 y 250, frente a los más de 15 000 túmulos en cuenco distribuidos en el mismo país.

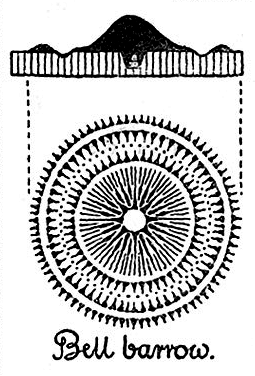
Sección y planta de un túmulo en campana con una berma estrecha.

En el Reino Unido toman la forma de un montículo, o montículos, circular encerrado por una zanja también circular, los montículos están separados de la zanja y entre sí por una berma. A veces presentan un bancal adicional, externo a la zanja. Esta última está, generalmente, generada por la retirada del material utilizado para crear el montículo y se describe como una "zanja-cantera" La fosa debajo del montículo por lo general contiene restos humanos, a veces simplemente enterrados directamente en la tierra. Ajuar funerario, tal como dagas o vasijas de cerámica, también se encuentra habitualmente dentro de la fosa aunque se encuentran todas as posibles situaciones. Por ejemplo, en Sutton Veny se incluye un féretro de madera de la Edad del Bronce. El túmulo de campana Milton Lilbourne 2 en Wiltshire no tiene ningún entierro asociado a él. La mayoría de los túmulos campaniformes descubiertos en el Reino Unido datan de la Edad del Bronce temprana.

## Clasificación tipológica
Leslie Grinsell, en un trabajo publicado en 1941, creó una clasificación tipológica para los túmulos en campana:
- Tipo Ia: montículo simple con berma estrecha;
- Tipo Ib: montículo simple con berma normal;
- Tipo Ic: montículo simple con berma ancha;
- Tipo II: dos montículos;
- Tipo III: tres montículos;
- Tipo IV: cuatro montículos.[9]